# 8860 Rohloff
8860 Rohloff è un asteroide della fascia principale. Scoperto nel 1991, presenta un'orbita caratterizzata da un semiasse maggiore pari a 2,5444828 UA e da un'eccentricità di 0,0917163, inclinata di 13,97788° rispetto all'eclittica.